# Iulian Vladu
Iulian Vladu (n. 1 aprilie 1961, Costești, județul Vâlcea) este un politician român, fost membru al Parlamentului României. În legislatura 2004-2008, Iulian Vladu a fost validat ca deputat PDL pe data de 13 august 2008, când l-a înlocuit pe deputatul Florin Aurelian Popescu. În legislatura 2008-2012, Iulian Vladu a fost ales pe listele PDL și a fost membru în grupurile parlamentare de prietenie cu Republica Filipine și Republica Italiană. În legislatura 2012-2016, Iulian Vladu a fost ales pe listele PDL, a devenit membru PNL din februarie 2015 și a fost membru în grupurile parlamentare de prietenie cu Republica Italiană, Regatul Hașemit al Iordaniei și Statul Israel.  